# キャサリン・モスバッハ
キャサリン・モスバッハ（カトリーヌ・モスバック、Catherine Mosbach）は、フランスのペイザジスト（造園家）。

## 経歴等
ストラスブールのルイ・パスツール大学で物理学と化学を専攻して卒業し自然科学および生命科学のDEUG取得後、1983年にベルサイユ国立高等園芸学校（ENSP）で訓練を受け、1986年に卒業。1987年には、Marc Claramunt、Pascale Jacotot、Vincent Tricaudとともに雑誌Pages Paysagesを創刊。その後ジャック・レベル、ルイ・マリン、ジャック・クロアレックが共同主宰するエコール・デ・オート・エチュード・アンド・サイエンス・ソサイエティでDEAを支援した。彼女はすぐに公共スペースと全国規模のコンテストへアクセス。またその間にも社会科学の高度な研究のための実践的な学校で科学を学んだ。
1992年にはエティエンヌ・ドレ屋外空間が、1998年にはプロジェクトが開始されたソルトレの考古学公園、2000年から2007年までのボルドー植物園を手掛ける。
この経験は、2005年のMoMAの展示でヨーロッパのロサバルバ2003と、ボルドーの盆地のビジュアルがカタログの表紙となり国際的なシーンに登場する。
日本のSANAAと彼女は2012年12月2日に開始されたランスのルーヴル美術館分館・ルーブルレンズ博物館公園プロジェクトを開始。ルーブルレンズ博物館の周辺に2013年春（約20ヘクタール）にオープンする。
注目プロジェクトは、新しい居住区として70ヘクタールの空港用地の改造である台湾ゲートウェイパーク（2017）。建築家フィリップ・ラームおよび劉培森と共同で手掛ける主要プロジェクトでコンペ時には審査員団満場一致で獲得。